# كوجي ايواموتو
كوجي ايواموتو (باليابانية: 岩本煌史؛ بالكانا: いわもと こうじ) هو مصارع محترف ياباني، ولد في 20 مارس 1990 في كوانا في اليابان.

## روابط خارجية
- كوجي ايواموتو على موقع CageMatch worker (الإنجليزية)